# Етимологічний словник української мови
Етимологі́чний словни́к украї́нської мо́ви — словник, що розкриває етимологію та історію семантики слів української мови. Подає розширений матеріал по кожній словниковій статті, указує відповідники українських коренів і словоформ в інших слов'янських та індоєвропейських мовах.

## Опис
Словник укладено в Інституті мовознавства ім. О. О. Потебні НАН України.
Головний редактор — О. С. Мельничук.
Укладачі: Т. Б. Лукінова, Г. П. Півторак, О. Д. Пономарів, В. Г. Скляренко, О. Б. Ткаченко, В. Т. Коломієць, А. П. Критенко, Р. В. Болдирєв, І. А. Стоянов, Н. П. Романова й інші.
Виходить друком з 1982 р. у видавництві «Наукова думка».
Станом на 2012 р. із запланованих семи томів вийшло шість:
- перший том (А—Г) — 1982 р., 633 с.
- другий том (Д—Копці) — 1985 р., 572 c.
- третій том (Кора—М) — 1989 р., 552 с.
- четвертий том (Н—П) — 2003 р., 656 с.
- п'ятий том (Р—Т) — 2006 р., 704 с.
- шостий том (У—Я) — 2012 р., 568 с.
- сьомий том (покажчики) — в роботі.

Цей словник — фундаментальне видання, з максимально можливим охопленням лексики. Процес укладання словника розтягся майже на півстоліття. Реєстр слів сформовано на основі шеститомного «Українсько-російського словника», «Словаря української мови» Б. Грінченка, «Малорусько-німецького словаря» Є. Желехівського та С. Недільського, а також усіх наявних на той час словників діалектної лексики. Від четвертого тому словника запроваджено покликання на праці І. Огієнка, Ю. Шевельова, О. Горбача — раніше через цензурні перепони укладачі мусили обминати ці прізвища.
На думку мовознавця Пилипа Селігея, словник іще раз доводить, що українська мова — цілком самостійна, самобутня слов'янська мова й зовсім не є діалектом російської мови, «зіпсутим польськими впливами». Водночас видання спростовує вигадки, буцімто українська мова настільки давня, що з неї утворився санскрит укупі з рештою індоєвропейських мов.
Далеко не всі слова в ЕСУМ проетимологізовані. Чимало з них мають визначення «неясне». Отже, залишається великий простір для їхнього етимологічного опрацювання, а також для уточнення й удосконалення багатьох існуючих етимологій. Адже кожна етимологія — то гіпотеза, більш або менш прийнятна, але гіпотеза. З поглибленням знань про мовні процеси, формальну структуру й семантику слова існуючі гіпотези уточнюватимуться. Величезний мовний матеріал, що міститься в ЕСУМ, може бути використаний і для подальшої поглибленої систематизації за різними критеріями й принципами, у тому числі й у плані виділення гнізд різного рівня етимологічно споріднених слів, що також сприятиме удосконаленню багатьох етимологій.

## У мережі
- Етимологічний словник української мови на сайті Інституту мовознавства ім. О. О. Потебні [Архівовано 18 серпня 2013 у Wayback Machine.]
- Етимологічний словник української мови | Електронна бібліотека «Україніка»
- Наукова бібліотека НАУ ім. Ярослава Мудрого (формат PDF): Том 1 [Архівовано 16 жовтня 2021 у Wayback Machine.]; Том 2 [Архівовано 15 жовтня 2021 у Wayback Machine.]; Том 3 [Архівовано 16 жовтня 2021 у Wayback Machine.]; Том 4 [Архівовано 16 жовтня 2021 у Wayback Machine.]; Том 5 [Архівовано 16 жовтня 2021 у Wayback Machine.]; Том 6 [Архівовано 16 жовтня 2021 у Wayback Machine.];

{{етимологія}} вимагає 1-го чи 2-го параметра у кожному триплеті!